# Nymphaea
Nymphaea L., (Nufăr), fam. Nymphaeaceae. Gen de plante orginar din zonele tropicale, subtropicale și temperate ale globului. Cuprinde aproximativ 40 specii.

## Descriere
- Rizom, orizontal.
- Frunzele, în general înotătoare, pot fi: rotunde sau ovate, deseori cordiforme.
- Florile: au 4 sepale, petale albe sau pe dos roșietice, stamine numeroase. Unele înfloresc ziua, altele noaptea.
- Fructul este cărnos.

## Înmulțire
Se înmulțește pe cale vegetativă și doar câteva specii prin semințe. Semințele se păstrează sub apă, (dacă se usucă își pierd puterea de germinație).

## Utilizare
Se folosesc ca plante acvatice decorative.

## Specii
Cuprinde cca. 40 specii:
- Nymphaea alba L.
- Nymphaea amazonum Mart. et Zucc.
- Nymphaea baumii Rehn et Henkel.
- Nymphaea candida Presl.
- Nymphaea capensis Thumb.
- Nymphaea citrina A. Peter.
- Nymphaea elegans Hook.
- Nymphaea mexicana Zucc.
- Nymphaea odorata Ait.
- Nymphaea rubra Roxb.
  - Nymphaea rubra var. longiflora (endemic în India)
- Nymphaea tetragona Georgi.
- Nymphaea tuberosa Paine.
- Nymphaea lotus var. termalis

## Legături externe
- „Nymphaea” în Dicționar dendrofloricol la DEX online